# Chamacocos
Os Chamacocos são um grupo indígena que habita a margem esquerda do rio Paraguai, no limite entre o estado brasileiro do Mato Grosso do Sul e o Paraguai, mais precisamente na Reserva Indígena Kadiwéu.